# 过氧化麦角固醇
过氧化麦角固醇（英語：Ergosterol peroxide，也称作5α,8α-二氧桥-22E-麦角甾-6,22-二烯-3β-醇，5α,8α-epidioxy-22E-ergosta-6,22-dien-3β-ol），分子式C28H44O3，是一种甾体衍生物，存在于真菌、酵母、地衣、海绵中，具有免疫抑制、抗炎等活性。